# ريجينالد بانيت
ريجينالد كراندال بانيت (بالإنجليزية: Reginald Crundall Punnett)‏ (20 يونيو 1875 - 3 يناير 1967) عالم وراثة بريطاني شارك وليام باتسون في تأسيس مجلة علم الوراثة في عام 1910، حائز على جائزة زمالة الجمعية الملكية. ربما من الأفضل تذكر بانيت باعتباره مخترع مربع بانيت، وهي أداة ما يزال يستخدمها علماء الأحياء للتنبؤ باحتمالية الأنماط الجينية المحتملة للنسل. يقال أحيانًا أن كتابه المندلية عام 1905 كان أول كتاب مدرسي عن علم الوراثة، وربما أول كتاب علمي شعبي يقدم علم الوراثة للجمهور.

## الحياة والعمل
ولد ريجينالد بانيت في عام 1875 في بلدة تونبريدج في كنت، إنجلترا. أثناء تعافيه من نوبة التهاب الزائدة الدودية في طفولته، اطلع بانيت على مكتبة عالم الطبيعة جاردين، وطور اهتمامه بالتاريخ الطبيعي. تلقى بانيت تعليمه في كلية كليفتون.
حصل بانيت، الذي التحق بكلية غنفيل وكيوس في كامبريدج، على شهادة البكالوريوس في علم الحيوان في عام 1898 وشهادة الماجستير في عام 1901. بين هاتين الشهادتين عمل كمساعد مدرس، ومحاضر بدوام جزئي في قسم التاريخ الطبيعي بجامعة سانت أندروز. في أكتوبر 1901 عاد بانيت إلى كامبريدج عندما انتخِب كزميل في كلية غنفيل وكيوس، حيث عمل في علم الحيوان، في المقام الأول دراسة الديدان، وتحديدًا الديدان الخرطومية. خلال هذا الوقت بدأ هو ووليام باتسون تعاونًا بحثيًا، استمر عدة سنوات.
|      |   | أمومي | أمومي |
| B    | b |       |       |
| ---- | - | ----- | ----- |
| أبوي | B | BB    | Bb    |
| أبوي | b | Bb    | bb    |

مربع بانيت
عندما كان بانيت طالبًا جامعيًا، كان عمل غريغور مندل في مجال الوراثة غير المعروف إلى حد كبير وغير مقدر من قبل العلماء. ومع ذلك، في عام 1900 اكتشِف عمل مندل من قبل كارل كورينس، وإيرك تشيرماك فون سيسنغ، وهوغو دي فريس. أصبح ويليام باتسون من أنصار علم الوراثة المندلية وترجم عمل مندل إلى اللغة الإنجليزية. كان مع باتسون ريجينالد بانيت الذي ساعد في تأسيس العلم الجديد لعلم الوراثة في كامبريدج. وقد اكتشف هو وباتسون وساوندرز الارتباط الجيني من خلال التجارب على الدجاج والبازلاء الحلوة.
في عام 1908، ومع عجزه عن تفسير كيف أن الأليل المهيمن غير ثابت في كل مكان في المجموعة السكانية، طرح بانيت إحدى مشاكله على عالم الرياضيات غودفري هارولد هاردي، الذي لعب معه كريكت. استمر هاردي بصياغة مبدأ هاردي - واينبيرغ، بشكل مستقل عن الألماني فيلهيلم واينبرغ. كان بانيت مشرفًا على متحف علم الحيوان بجامعة كامبريدج منذ 1908-1909.
في عام 1909 ذهب إلى سريلانكا لمقابلة آرثر ويلي، الحائز على جائزة زمالة الجمعية الملكية، ثم مدير متحف كولومبو وروبرت هيث لوك، ثم المساعد العلمي في حدائق بيرادنيا للنباتات ولاصطياد على الفراشات. في العام التالي، نشر دراسة بعنوان «المحاكاة» في الفراشات السيلانية، مع اقتراح حول طبيعة تعدد الأشكال، في سبوليا زيلانيكا، مجلة متحف كولومبو، أعرب عن معارضته للحسابات التدريجية لتطور المحاكاة الذي توسع فيه لاحقًا، في كتابه 1915 المحاكاة في الفراشات.
في عام 1910 أصبح بانيت أستاذًا لعلم الأحياء في كامبريدج، ثم أول أستاذ بدرجة آرثر بلفور لعلم الوراثة عندما غادر باتسون في عام 1912. في نفس العام، انتخِب بانيت زميلًا في الجمعية الملكية. حصل على ميدالية داروين عام 1922.
خلال الحرب العالمية الأولى، نجح بانيت في تطبيق خبرته على مسألة التحديد المبكر للجنس في الدجاج. نظرًا لاستخدام الإناث فقط لإنتاج البيض، فإن التعرف المبكر على صيصان الذكور، التي خُرِبت أو فُصلت للتسمين، يعني أنه يمكن استخدام علف الحيوانات المحدود والموارد الأخرى على نحو أكثر كفاءة. لُخِص عمل بانيت في هذا المجال في الوراثة في الدواجن (1923). مع مساعده مايكل بيس، ابتكر أول سلالة دجاج مرتبطة بالجنس، كامبر، عن طريق نقل جين الحظر من بارد روك إلى غولدن كامبن.
تقاعد ريجنالد بانيت في عام 1940، وتوفي عن عمر يناهز 92 عام 1967 في بيلبروك، سومرست.

## وصلات خارجية
- مؤلفات ريجينالد بانيت في مشروع غوتنبرغ
- أعمال أو نبذة عن ريجينالد بانيت على أرشيف الإنترنت